# Gilbert Monteyne
Gilbert Monteyne (Ingelmunster, 5 juni 1945 - 27 december 2009) was een Belgisch bokser.

## Levensloop
De halfzwaargewicht (< 81 kg) heeft 19 zeges op zijn palmares, waarvan zes met KO. In 1970 werd hij Belgisch bokskampioen in zijn categorie.
Hij was medegrondlegger van de boksgala te Izegem.
Zijn zoon Marino was eveneens actief in het boksen.